# Rossend Llurba i Tost
Rossend Llurba i Tost (El Vilosell, 29 de novembre de 1887 - Barcelona, 21 de març de 1954) fou un lletrista de cançons, autor dramàtic, editor i articulista català que va viure més de 50 anys al carrer del Roser del barri del Poble-sec de Barcelona.

## Biografia
Va ser l'autor del primer cuplet escrit en català l'any 1917 amb el títol La font del Xirineu, una innocent picardia sobre un brollador d'aigües suposadament incitadores dels instints amorosos, que va ser musicada per Joan Suñé i interpretada per Raquel Meller, qui li va demanar una composició en català conscient de l'existència d'un públic amatent. Aquesta va ser la primera de tota una corrua de lletres per a cuplet. També va contribuir a la divulgació del tango tot dirigint el setmanari El tango de moda i component «Barrio chino», «La mina del Bataclán», «Besos fríos» i «Alma tanguera». 

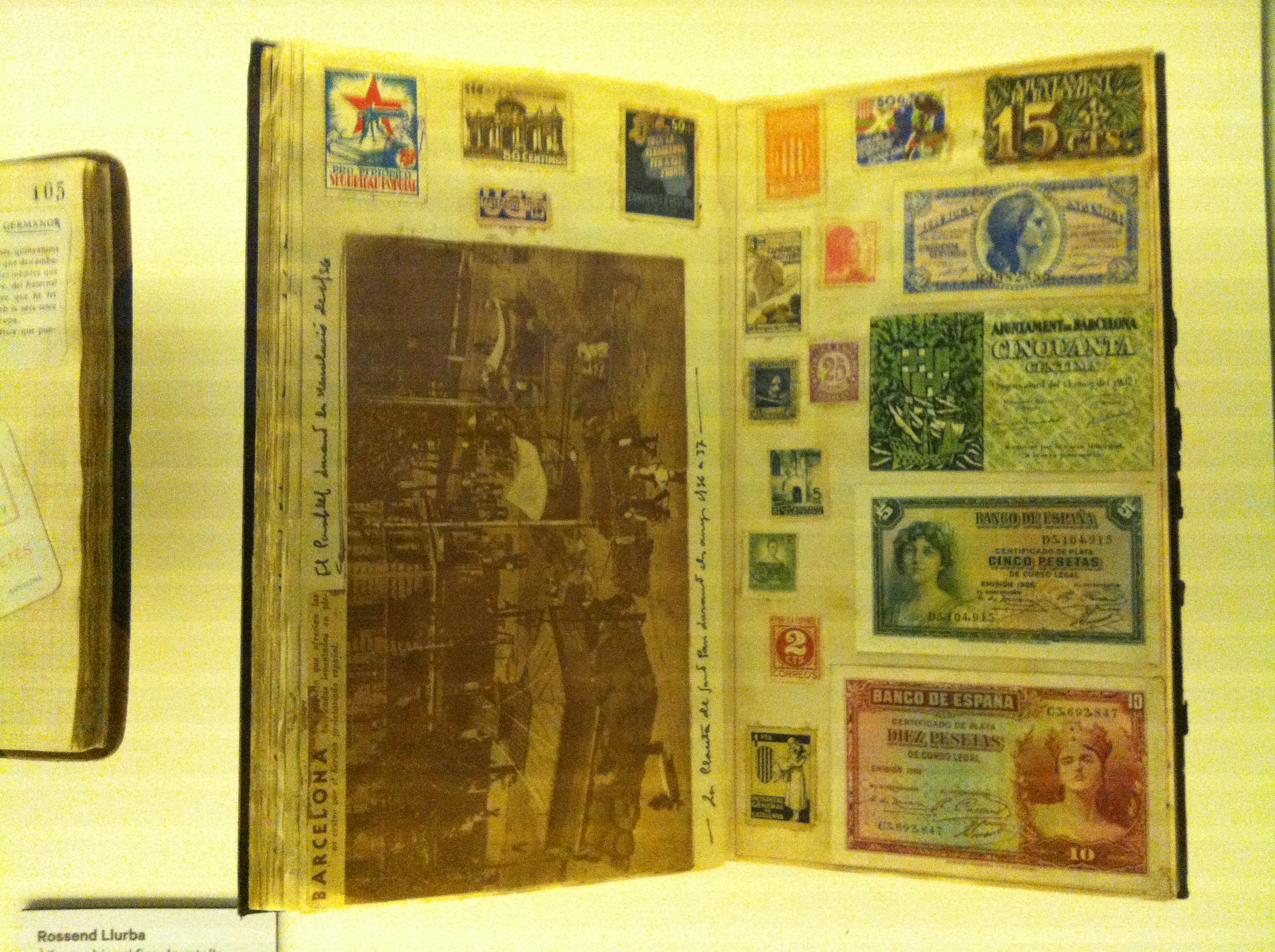
Diari de Llurba a l'exposició «El Paral·lel, 1894-1939. Barcelona i l’espectacle de la modernitat» al CCCB el 2012

Va escriure una Història del Paral·lel. Memòries d’un home del carrer, un món que coneixia molt bé des dels inicis, que cap al 1910 despuntava com al centre neuràlgic de l’espectacle barceloní, i durant la seva evolució, llibre que no es va arribar a publicar fins a l'agost de 2017 per l'editorial Comanegra. Amb motiu del centenari de l'escriptura del primer cuplet català, al Vilosell s'hi va realitzar una jornada d'homenatge i la col·locació d'una placa a la seua casa natal.

## Cançons
- Alma tanguera. Música de Carlos Marcucci
- Amor argentino. Música de Joan Suñé
- Amor sólo una vez pasa. Música de Joan Suñé
- Arrímate, Pamperita. Música de Joan Suñé
- Barrio chino. Música de Llurba i J. Roberto
- Con todo amor. Música de Rafael Iriarte
- Dame tu piquito. Música d'Antoni Castells Casas
- De la aldea al Music-hall. Música d'Antoni Castells Casas
- Devota del padre cura. Música de Joan Suñé
- Devuélveme mis besos. Música de Rafael Iriarte
- El Cuplet català. Música de Càndida Pérez
- El fill de l'adroguer. Música de Càndida Pérez
- El mico de Pasqua. Música de Càndida Pérez
- La Bella O. Música ds'Isidre Xalabardé
- La font del Xirineu. Música de Joan Suñé
- El fox-trot del meu cosí. Música de Joan Viladomat
- La Maja del puerto. Música de Càndida Pérez
- La muller d'en Manelic. Música de Càndida Pérez
- La noia barcelonina. Música d'Álvaro Retana
- La guitarra llora. Música de Càndida Pérez
- La Orfeonista. Música de Càndida Pérez
- La pequeña Asunción. Música d'Antoni Castells Casas
- La "perduda". Música de Joan Aulí
- La prometença. Música de Felip Caparrós
- La voz de la guitarra. Música de Càndida Pérez
- L'Esquella de la Torratxa. Música de Càndida Pérez
- L'héroe desconegut. Música de Càndida Pérez
- Mina del Bataclán. Música Manuel Tell.
- Paraules que el vent s'emporta. Música de Càndida Pérez
- Pasqua florida. Música de Càndida Pérez
- Per telèfon. Música de Càndida Pérez
- Revetlla d'amor. Música de Càndida Pérez
- Torna amb mi. Música de Càndida Pérez

## Obra dramàtica
- 1910. Festa completa
- 1911. La cançó de l'ambulant
- 1911. Un comediant de per riure
- 1912. Nuvolada d'estiu
- 1912. La darrera disbauxa
- 1913. Lladres a casa!
- 1913. L'ànima de les coses
- 1914. El vestidet de la nena
- 1914. De cara al sol
- 1914. El terror de les criades
- 1915. Una apuesta galana
- 1915. Drama d'amor
- 1922. El vestidito del nene
- 1922. Pasqua florida o les caramelles
- 1927. La cançó del Paral·lel
- 1927. Gold!
- 1932. A través d'Amèrica
- 1936. Del infierno a la tierra
- 1938. Jorn de festa
- 1939. La Costa Brava
- 1940. El patio del farolillo
- 1941. Segundo servidor
- 1941. La cala
- 1941. El miserere de la montaña
- 1942: El patio azul (traducció al castellà d'El pati blau de Santiago Rusiñol)
- 1942. Ellas tienen la culpa
- 1942. Bajo el sol de la Pampa
- 1943. Carita de sol
- 1949. Magdalena de les Drassanes
- 1949. Foc a les garberes!
- 1949. Les enramades
- 1950. Lluna de mel a Montecarlo
- 1950. Salón Imperial